# قايدو فيلار
قايدو فيلار (بالإسبانية: Guido Villar) هو لاعب كرة قدم أرجنتيني، ولد في 13 فبراير 1995 في باهيا بلانكا في الأرجنتين. لعب مع أوليمبو.

## وصلات خارجية
- قايدو فيلار على موقع قاعدة بيانات كرة القدم.إي يو (الإنجليزية)
- قايدو فيلار على موقع Soccerway.com (الإنجليزية)